# Come and Get It (Badfinger)
Come and Get It è un brano dei Badfinger composto da Paul McCartney. Sull'Anthology 3 dei Beatles appare un demo registrato dal solo autore. Il pezzo tratta dei problemi finanziari della Apple Records nel 1969.

## Il brano

### La versione di Paul McCartney
Il demo venne registrato il 24 luglio 1969, durante le sedute di registrazione di Abbey Road, LP per il quale il pezzo era stato brevemente tenuto in considerazione. Alla registrazione, erano presenti il fonico Phil McDonald e John Lennon, che però non ha suonato sul nastro. Paul McCartney iniziò incidendo la voce e il pianoforte, e sovraincise, nell'ordine, il raddoppio vocale, le maracas, la batteria, presa in prestito da Ringo Starr, ed il basso. La prima volta che McCartney ha eseguito dal vivo il brano è stato il 26 novembre 2011 a Bologna, nel corso del suo On the Run Tour.

#### Formazione
- Paul McCartney: voce raddoppiata, basso elettrico, pianoforte, batteria, maracas[1]

### La versione dei Badfinger
I Badfinger registrarono Come and Get It il 2 agosto 1969 agli EMI Studios, sotto la produzione di Paul McCartney. Il beatle aveva raccomandato alla band, la quale fino a poco prima si chiamava The Iveys, di registrare esattamente come il demo. Così avvenne, e la traccia venne pubblicata su un 45 giri di successo della Apple; il lato B era intitolato Rock for All Ages. Il disco, con il numero di serie Apple 20, arrivò in Top 5 britannica, alla 7ª di Billboard Hot 100, alla 21ª nei Paesi Bassi ed alla 34ª nella Germania dell'Ovest. Cantata da Tom Evans, la canzone è il main theme del film The Magic Christian, dove appaiono sia Ringo Starr che Peter Sellers. Brano del gruppo molto noto, è apparso su decine di compilation, tra cui la colonna sonora della pellicola sopraccitata ed una intitolata Come and Get It: The Best of Apple Records, pubblicata nel 2010.